# Клапаны сердца

3D-реконструкция сердца. Не видно пульмональный клапан, створки трикуспидального и аортального клапанов можно увидеть лишь частично. Слева — два 2D-изображения сердца, показывающие трикуспидальный и митральный клапаны (сверху) и аортальный и митральный клапаны (внизу)

Компьютерная модель работы сердца

1. Эндокард
2. Миокард
3. Эпикард
4. Перикард
5. Камеры сердца:
6. Правое предсердие
7. Левое предсердие
8. Правый желудочек
9. Левый желудочек
10. Клапаны сердца:
11. Митральный клапан
12. Аортальный клапан
13. Пульмональный клапан
14. Трикуспидальный клапан
15. Аорта
16. Легочная артерия
17. Лёгочные вены
18. Верхняя полая вена
19. Нижняя полая вена

Клапан — часть сердца, образованная складками его внутренней оболочки (эндокард), обеспечивает однонаправленный ток крови путём перекрывания венозных и артериальных проходов.

## Анатомия, морфология и функция клапанов сердца

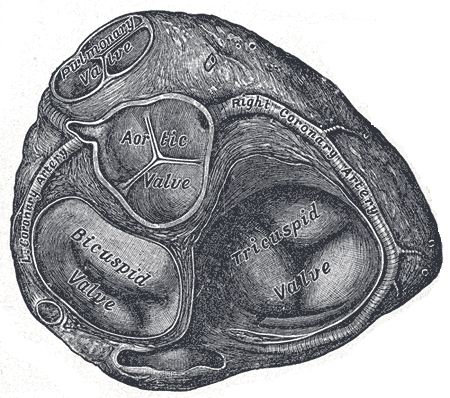
Основание желудочков, предсердия удалены. Митральный клапан слева внизу, трикуспидальный справа внизу, аортальный сверху.

Сердце человека (как у птиц и млекопитающих) — четырёхкамерное. Различают правое и левое предсердие, правый и левый желудочек; Между предсердиями и желудочками находятся фиброзно-мышечные входные клапаны — справа трёхстворчатый (или трикуспидальный), слева -  двустворчатый (митральный). На выходе из желудочков расположены схожие по строению выходные трёхстворчатые клапаны (пульмональный справа и аортальный слева).
Фиброзные кольца митрального и трикуспидального клапанов, а также фиброзный каркас аортального клапана, соединённые между собой с помощью мембранозной части межжелудочковой перегородки, левого и правого фиброзных треугольников, образуют фиброзный каркас сердца.. Плоскость фиброзного кольца трикуспидального клапана смещена к верхушке сердца по отношению к плоскости митрального клапана, а аортальный клапан вклинен между ними. К фиброзному кольцу фиксируются створки клапанов, а также пучки миокарда предсердий и желудочков. Сложная макро- и микроструктура обеспечивает большую прочность сердечных клапанов и их высокую эластичность, позволяющую демпфировать гидравлические удары при закрытии клапанов, а в течение всего сердечного цикла — обеспечивает отдельным структурам изменение их формы и размеров.
Структуры клапанов подвергаются различной нагрузке. Так, во время систолы левого желудочка напряжение в теле створок митрального клапана в 500—800 раз меньше, чем в точках крепления к ним краевых хорд..

### Трикуспидальный клапан
Трикуспидальный клапан (лат. valva atrioventricularis dextra, valvula tricuspidalis) — клапан между правым предсердием и правым желудочком сердца, представлен тремя соединительнотканными пластинками, которые предотвращают регургитацию (обратный ток) крови в правое предсердие во время систолы правого желудочка.

### Митральный клапан
Митральный клапан (лат. valva atrioventricularis sinistra, valva mitralis) — двухстворчатый (бикуспидальный) клапан между левым предсердием и левым желудочком сердца. Представлен двумя соединительнотканными створками, которые предотвращают во время систолы левого желудочка регургитацию (обратный ток) крови в левое предсердие.

### Аортальный клапан
Аортальный клапан (лат. valva aortae) расположен на границе левого желудочка и аорты, препятствуя обратному току крови из аорты в левый желудочек.
У человека клапан имеет три створки, открывающиеся в сторону аорты: правую коронарную, левую коронарную и заднюю (некоронарную). Полулунные створки, смыкаясь, перекрывают отверстие, соединяющее аорту и левый желудочек. Створки крепятся к фиброзному кольцу, которое образует отверстие между аортой и левым желудочком.
Гемодинамика работы клапана: в систолу левого желудочка под действием давления крови створки клапана открываются, и кровь поступает в аорту, затем в диастолу под давлением крови из аорты створки захлопываются, препятствуя обратному току крови в левый желудочек.

### Пульмональный клапан
Пульмональный клапан (лат. valva trunci pulmonalis) расположен в месте выхода лёгочного ствола из правого желудочка. Имеет три полулунные заслонки (переднюю, правую и левую), которые обеспечивают ток крови только в одном направлении — в лёгочный ствол.
В литературе также именуется лёгочным клапаном или клапаном лёгочного ствола.

### Евстахиева заслонка
Как пятый («евстахиев») клапан сердца рассматривается заслонка нижней полой вены (лат. valvula venae cavae inferioris), впервые описанная и зарисованная Евстахием. Рудиментарный клапан, встречается в 5 % случаев (у детей может быть достаточно выражен). Как правило, не играет роли в гемодинамике сердца. Является флотирующим в кровотоке нитчатым образованием, отходящим от места впадения нижней полой вены в правое предсердие.

## Искусственные клапаны сердца
При заболевании или дисфункции по причине патологии развития одного из четырёх клапанов сердца решением по восстановлению его работоспособности может быть замена естественного клапана на его протез. Как правило, это требует операции на открытом сердце.
Клапаны являются неотъемлемой частью нормального физиологического функционирования человеческого сердца. Естественные клапаны сердца развиваются в формы, которые функционально поддерживают однонаправленный поток крови из одной камеры сердца в другую.
Среди искусственных клапанов сердца выделяются механические и биологические конструкции.

## Пороки сердечных клапанов

### Приобретённые пороки
Возникают на фоне перенесенных заболеваний. Пример: недостаточность митрального клапана после перенесенного ревматизма.
- Пороки аортальных клапанов
  - Стеноз устья аорты
  - Недостаточность аортальных клапанов
- Пороки митрального клапана
  - Митральный стеноз (пролапс митрального клапана)
  - Недостаточность двустворчатого клапана
- Пороки трехстворчатого клапана
  - Стеноз правого венозного отверстия
  - Недостаточность трехстворчатого клапана

### Врожденные пороки
- Врожденная аномалия трехстворчатого клапана (Болезнь Эбштейна)
- Стеноз и атрезия трехстворчатого клапана

### Методы лечения
Врожденные пороки лечатся только хирургическими методами.
Приобретенные пороки могут лечиться двумя путями, в зависимости от степени тяжести патологии и индивидуальности патологического процесса:
- Медикаментозное лечение направлено на лечение заболеваний, вызванных пороками. Например, лечение сердечной недостаточности, профилактика тромбоэмболий, лечение и профилактика мерцательной аритмии.
- Комиссуротомия (от лат. «commissura» — соединение, спайка, «tomia» — рассечение)

Этот вид операции заключается в рассечении спаек, возникающих при стенозах отверстий (например, при стенозе митрального отверстия)
- Протезирование

## Другие заболевания
- Кардиопротезный психопатологический синдром